# Agdz
Agdz (arabiska: اكدز) är en stad i Marocko. Den ligger i provinsen Zagora och regionen Drâa-Tafilalet, 400 km söder om huvudstaden Rabat. Antalet invånare var 10 681 vid folkräkningen 2014.